# Reiner Lauterbach
Reiner Lauterbach (* 1954)  ist ein deutscher Hochschullehrer für Mathematik an der Universität Hamburg sowie Mitglied der Akademie der Wissenschaften in Hamburg (2008).
Er wurde 1982 an der Universität Würzburg bei Hansjörg Kielhöfer promoviert (Verzweigung bei Stabilitätsverlust durch mehrere Eigenwerte). Vor seiner Berufung nach Hamburg war er an der Universität Augsburg (Habilitation „Problems with Spherical Symmetry-Studies on O(3)-equivariant bifurcations“, Dez. 1988) und am Weierstraß-Institut als stellvertretender Forschungsgruppenleiter der Gruppe „Dynamische Systeme“ in Berlin.
Lauterbach befasst sich unter anderem mit der Theorie von Bifurkationen und qualitativer Theorie von Dynamischen Systemen.

## Werke
- Chillingworth, David; Forest, Gregory M.; Lauterbach, Reiner; Wulff, Claudia: Existence and Stability of Kayaking Orbits for Nematic Liquid Crystals in Simple Shear Flow Arch. Rational Mech. Anal. 242 (2021), 1229-1287
- Chossat, Pascal; Lauterbach, Reiner; Melbourne, Ian: Steady-state bifurcation with O(3)-symmetry. Arch. Rational Mech. Anal. 113 (1990), no. 4, 313–376
- Pascal Chossat, Reiner Lauterbach: Methods in equivariant bifurcations and dynamical systems, Advanced Series in Nonlinear Dynamics, 15. World Scientific Publishing Co., Inc., River Edge, NJ, 2000. ISBN 981-02-3828-2
- Reiner Lauterbach: Equivariant Bifurcation and Absolute Irreducibility in R8, 2013, Online-Version (PDF)